# Фінляндія в Другій світовій війні

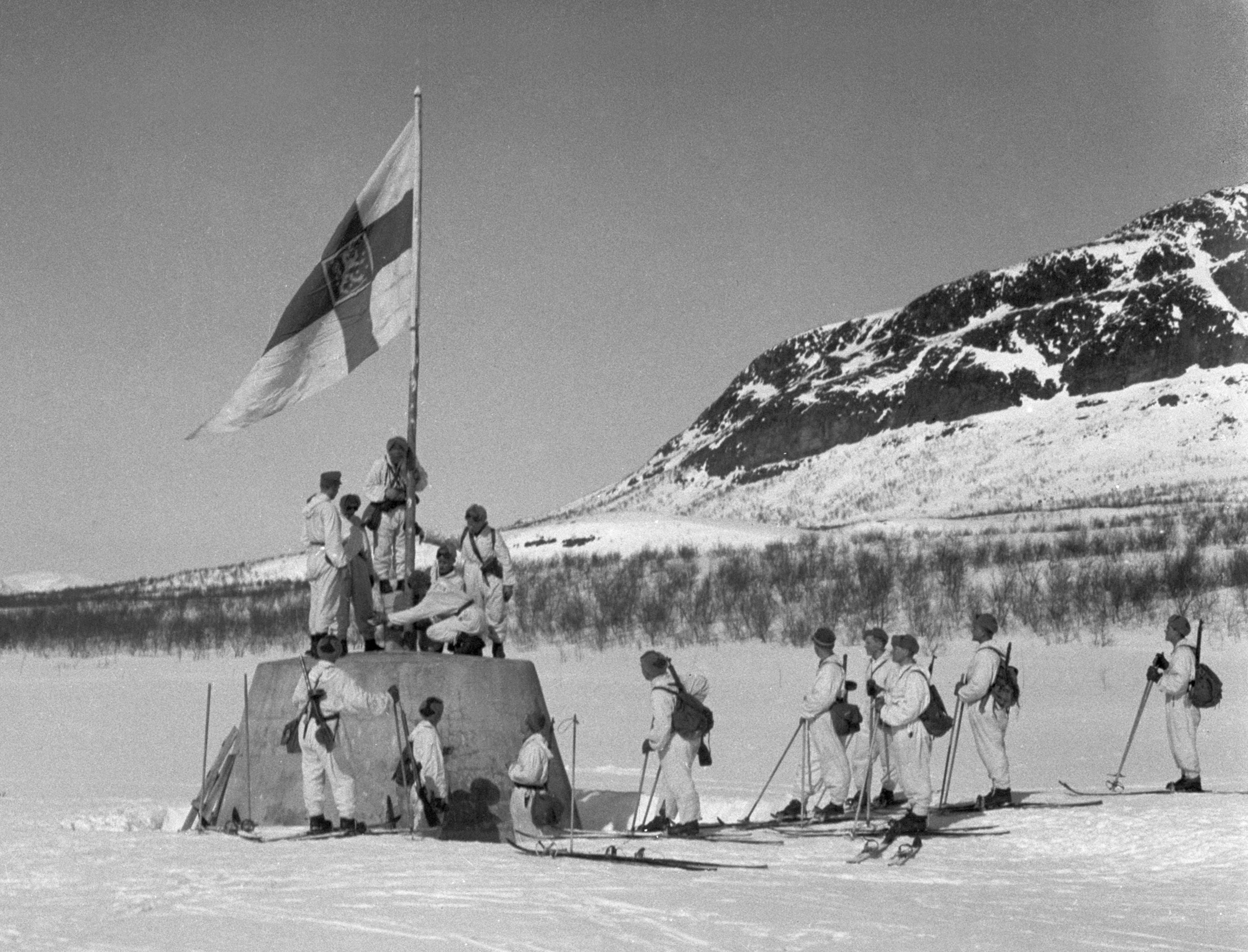
Фінські вояки піднімають прапор 27 квітня 1945 року на потрійному стику між Норвегією, Швецією та Фінляндією, чим знаменують кінець Другої світової війни у Фінляндії

Фінляндія в Другій світовій війні — важлива частина історії Фінляндії, що охоплює часові рамки Другої світової війни.
На початку Другої світової війни Фінляндія вела оборонну війну проти Радянського Союзу, згодом воювала проти СРСР на боці нацистської Німеччини, а наприкінці війни перейшла на бік антигітлерівської коаліції, спільно з якою боролася вже проти Німеччини.
Першими двома великими військовими конфліктами, в яких Фінляндія взяла безпосередню участь, були оборонна Зимова війна проти вторгнення Радянського Союзу в 1939 році та подальша наступальна т. зв. «війна-продовження» разом із Німеччиною та іншими державами Осі проти Совітів у 1941—1944 роках. Третім конфліктом була Лапландська війна проти Німеччини в 1944—1945 роках, яка сталася після підписання Московського перемир'я із союзними державами, що передбачало вигнання нацистських німецьких військ із території Фінляндії.
До кінця військових дій Фінляндія залишалася незалежною країною, проте їй довелося погодитися на «фінляндизацію» та поступитися майже 10% своєї території, включаючи Війпурі (друге (Реєстр населення) або четверте (Церковно-цивільний реєстр) за величиною місто Фінляндії залежно від даних перепису), виплатити велику суму воєнних репарацій Радянському Союзу і офіційно визнати часткову відповідальність за «війну-продовження».

## Передісторія

### Становлення фінської незалежності

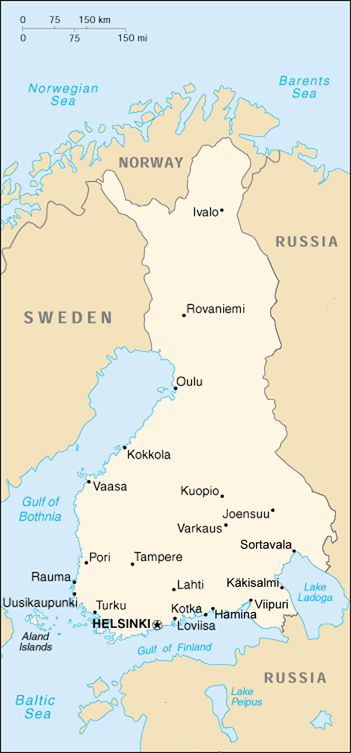
Велике князівство Фінляндське як називалася країна до 1917 року

1809 року Російська імперія захопила Фінляндію у Швеції під час Фінської війни. Фінляндія вступила в особисту унію з Російською імперією як велике герцогство з розлогою автономією. У добу російського панування країна загалом процвітала. 6 грудня 1917 року, під час громадянської війни в Росії, фінський парламент (Едускунта) проголосив незалежність від Росії, що було прийнято більшовицьким урядом 31 грудня. У січні 1918 року «Едускунта» наказала генералу Карлу Маннергейму скористатися місцевою фінською Білою гвардією і роззброїти фінську Червону гвардію та російські війська по всій країні. Цей процес розпочався 27 січня і призвів до початку громадянської війни у Фінляндії.
Після того, як посипався Східний фронт і провалилися мирні переговори між більшовиками та Німеччиною, німецькі війська вдерлися в країну й окупували Гельсінкі та всю Фінляндію. Червоних політиків було розгромлено, а вцілілих піддано терору, під час якого загинуло щонайменше 12 000 людей. Новий уряд з Юхо Кусті Паасіківі на посаді прем'єр-міністра проводив пронімецьку політику та прагнув анексувати Східну Карелію, більшість населення якої було фінськомовним, незважаючи на те, що вона ніколи не була частиною Фінляндії.

### Тартуський договір
Після падіння монархії Гогенцоллернів 9 листопада 1918 року Польща, Естонія, Латвія та Литва стали незалежними, німецькі війська залишили Фінляндію, а Балтійське море патрулювали британські кораблі. «Едускунта» обрала Маннергейма регентом, а політика Фінляндії стала прихильною до Антанти, західні держави якої вв'язалися в громадянську війну в Росії (7 листопада 1917 — 16 червня 1923). Маннергейм виступав за інтервенцію проти більшовиків, але підозра до білих росіян, які відмовилися визнати незалежність Фінляндії, призвела до зупинки його агресивної політики, а потім фінським військовим діям завадила перемога у Росії більшовиків.
Делегацію в естонське місто Тарту очолив Паасіківі, якому доручили встановити кордон від Ладозького озера на півдні через Онезьке озеро до Білого моря на півночі. Важливість Мурманської залізниці, побудованої 1916 року, змусила радянську делегацію відкинути пропозицію щодо кордону з Фінляндією, і договір від 14 жовтня 1920 року визнав угоду про кордон, згідно з якою Фінляндія отримала район Петсамо, північноморський порт Петсамо, вихід до Північного Льодовитого океану і кордон приблизно такий самий, як у колишнього Великого князівства Фінляндського. Від претензій на райони Східної Карелії відмовилися, а Радянський Союз погодився не пересувати південно-східну ділянку фінського кордону далі на захід від Петрограда.

## Зимова війна
У міжвоєнний період відносини між Фінляндією та Радянським Союзом були напруженими. Певні кола у Фінляндії підтримували мрію про «Велику Фінляндію», яка б охоплювала й контрольовану Радянським Союзом частину Карелії. У свою чергу, в радянського керівництва викликала занепокоєння близькість фінського кордону до Ленінграда. 23 серпня 1939 року нацистська Німеччина і СРСР підписали пакт Молотова — Ріббентропа, який включав таємне положення про розмежування, де Фінляндію віднесли до радянської сфери впливу.
12 жовтня Радянський Союз почав переговори з Фінляндією щодо належності Карельського перешийка, півострова Ханко та різних островів у Фінській затоці попри те, що все вище перелічене фіни вважали своєю територією. Домовленості досягнуто не було. 26 листопада СРСР звинуватив фінську армію в обстрілі села Майніла. Пізніше було встановлено, що радянські війська фактично обстріляли своє власне село, щоб створити привід для виходу з договору про ненапад з Фінляндією. 30 листопада 1939 року СРСР напав на Фінляндію. Напад засудила Ліга Націй, і в результаті 14 грудня Радянський Союз виключили з цієї організації.

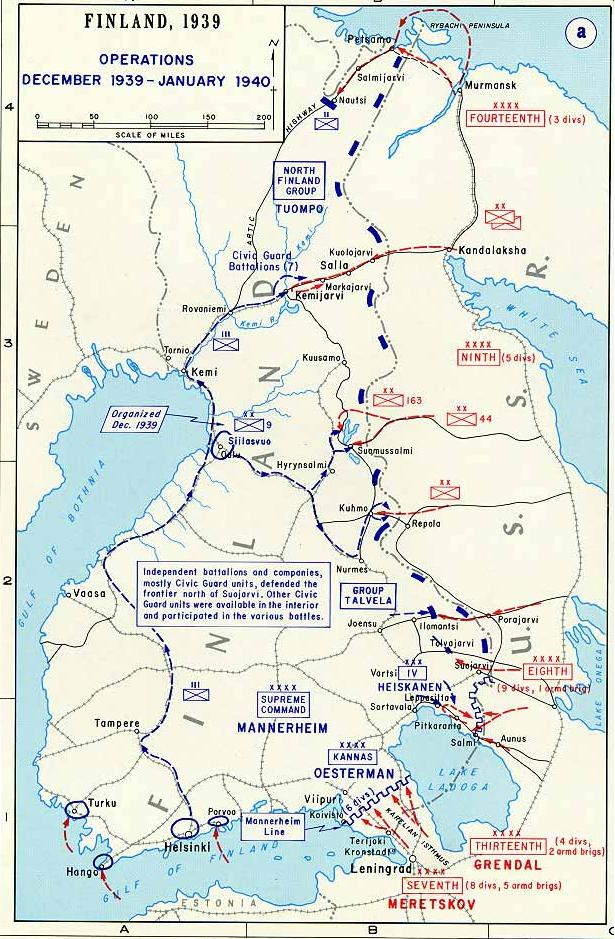
Перший етап Зимової війни

Метою вторгнення було визволення «червоних фінів» і зрештою приєднання Фінляндії до Радянського Союзу. З цією метою в Терійокі було створено маріонетковий уряд Фінляндської Демократичної Республіки під керівництвом вигнанця О. В. Куусінена. Першою атакою 30 листопада 1939 року було повітряне бомбардування міста Гельсінкі з допоміжними атаками по всьому фінсько-радянському кордону. Це призвело до блискавичного згуртування колись глибоко розділеного фінського народу з метою захисту своїх домівок і країни без необхідності проведення референдумів.
Стратегічними цілями Червоної Армії були розрізання Фінляндії навпіл і захоплення Петсамо на півночі та Гельсінкі на півдні. Керівник Ленінградського військового округу Андрій Жданов замовив у Дмитра Шостаковича святкову п'єсу «Сюїта на фінські теми», яка мала бути виконана під час параду оркестрів Червоної Армії в Гельсінкі. Ще під час попередніх переговорів Радянський Союз нарощував свої сили на кордоні, виставивши таким чином чотири армії у складі 16 дивізій, а ще три були виведені на позиції; тим часом фінська армія мала лише 9 малих дивізій. Радянські війська також мали величезну перевагу в кількості розгорнутих бронетанкових і авіаційних підрозділів. Фінам довелося боронити кордон завдовжки близько 1287 км, що поставило їх у суттєво невигідне становище.
Зимова війна велася в три етапи: початковий радянський наступ, коротке затишшя і потім відновлення радянського наступу. Війна йшла переважно у трьох районах. Карельський перешийок і район Ладозького озера були головним осередком радянських військових зусиль. У цьому районі було застосовано «кліщі»: одна з їх клешень зв'язала боями фінські війська на перешийку, тоді як друга обігнула Ладозьке озеро, намагаючись оточити оборонців противника. Потім ці сили мали просунутися до міста Війпурі та захопити його. Другий фронт проходив у центральній Карелії, де радянським військам належало просунутися до міста Оулу, розрізавши країну навпіл. Нарешті, наступ з півночі мав на меті захопити район Петсамо. До кінця грудня радянські війська загрузли, а два головні фронти зупинилися, оскільки фіни контратакували з більшою силою, ніж очікувалося. Після провалу двох із трьох наступальних операцій до кінця грудня радянський штаб наказав припинити бойові дії. До 27 грудня було помічено, що червоноармійці окопалися на Карельському перешийку. На півночі фінів було відкинуто до Наутсі, але з підкріпленнями вони змогли захопити висоту та зупинити просування радянських військ на південь від Петсамо. У цей період фіни переслідували колони постачання та здійснювали набіги на укріплені радянські позиції. У січні 1940 року настало затишшя, коли радянська армія переоцінювала свою стратегію, переозброювалася та поповнювала запаси. 29 січня Молотов поклав край маріонетковому уряду Терійокі та визнав уряд Рюті-Таннера законним урядом Фінляндії, повідомивши йому, що СРСР бажає вести мирні переговори.
Останній етап розпочався в лютому 1940 року з великого артилерійського обстрілу, який почався 2 числа і тривав до 11-го, супроводжуючись розвідувальними нальотами на ключові цілі. Радянська сторона, підтягнувши нову техніку й матеріали та почавши використовувати тактику ротації військ із резерву на фронт, підтримувала постійний тиск на фінських оборонців. Здавалося, що Червона Армія мала невичерпну кількість боєприпасів і спорядження, оскільки атакам завжди передували обстріли, за якими йшли нальоти, а потім на передові позиції супротивника насувалася піхота. Фінське військове командування та державне керівництво збагнули, що їхня єдина надія на збереження своєї нації полягала в переговорах із Москвою на предмет мирного договору.
Стійкість фінського народу, як військовиків, так і цивільних, перед лицем на порядок чисельнішого противника викликала у всьому світі велику симпатію до країни; однак матеріальна підтримка з боку інших країн була дуже обмеженою, оскільки жоден із сусідів Фінляндії не бажав кидати свої війська у війну проти СРСР. 
У середині лютого в Гельсінкі було надіслано мирну пропозицію за авторством Молотова. Він висунув до Фінляндії суворі вимоги поступитися великою часткою своїх земель. Необхідність дипломатичного розв'язання стала ще очевиднішою після того, як радянські війська прорвали фінську оборонну лінію на Карельському перешийку та рушили до Війпурі. Фінський уряд за посередництва нейтральної Швеції запропонував мир. За припинення війни СРСР зажадав 10% території Фінляндії та право розташування на її території своєї військово-морської бази. Фінляндія прийняла ці умови. До того ж 28 лютого Молотов перетворив свою ранішу пропозицію на ультиматум зі строком дії 48 годин, що змушувало фінське керівництво вирішувати швидко. 12 березня 1940 року було підписано Московський мирний договір, наступного дня військові дії було припинено. За умовами договору Фінляндія передавала Союзу 9% своєї території. Це була більша територія, ніж вимагала радянська влада від самого початку.

## Тимчасовий мир

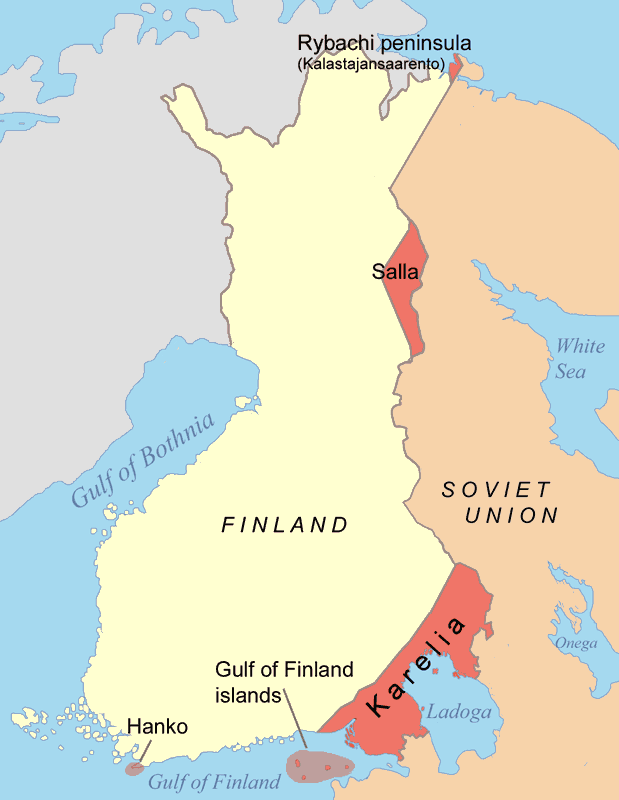
Поступки Фінляндії під час Зимової війни.

У Фінляндії закінчення війни на умовах Радянського Союзу схвалили далеко не всі. Період миру, навіть після його оголошення у березні 1940 року, загалом фіни розглядали як тимчасовий. Настав час шалених дипломатичних зусиль і переозброєння. Радянський Союз продовжував посилений тиск на Фінляндію, прискорюючи таким чином її зусилля щодо підвищення безпеки держави. Були спроби домовитися про оборону зі Швецією та Сполученим Королівством, але політична та військова ситуація в контексті Другої світової війни зводила ці зусилля нанівець. 
Згодом Фінляндія звернулася по військову допомогу до нацистської Німеччини — агресія СРСР підштовхнула нейтральну сусідку Радянського Союзу до тіснішого співробітництва з Третім Райхом. Співпраця між двома державами особливо пожвавішала з наближенням нападу Німеччини на Радянський Союз (план «Барбаросса»). Німецькі війська прибули у Фінляндію та зайняли позиції, здебільшого в Лапландії, звідки мали вдертися в Радянський Союз.

## Продовження війни
22 червня 1941 року розпочалася операція «Барбаросса». 25 червня СРСР почав повітряний наліт на фінські міста та комунікації, після чого Фінляндія оголосила нападникові війну та дозволила дислокованим у Фінляндії німецьким військам розгорнути наступальні воєнні дії, чим розпочала зі свого боку «відплатну війну» за повернення анексованих територій. На деякий час це вдалося, та після перелому на східному фронті Другої світової війни Фінляндія була вимушена піти на перемовини з СРСР, за результатами мирної угоди з яким останній не тільки остаточно закріпив за собою раніше загарбані ним землі, а й добився від Фінляндії нових територіальних поступок, виплати репарацій та засудження власних урядовців за «розпалювання війни».

### Додаткова література
- Chew, Allen F. The White Death: The Epic of the Soviet-Finnish Winter War (Michigan: Michigan State university press, 1971)
- Kelly, Bernard. "Drifting Towards War: The British Chiefs of Staff, the USSR and the Winter War, November 1939 – March 1940." Contemporary British History (2009) 23#3 pp: 267–291.
- Kinnunen, Tiina; Kivimäki, Ville, ред. (2012). Finland in World War II: History, Memory, Interpretations. Leiden: BRILL. ISBN 978-90-04-21433-0.
- Krosby, H. Peter. Finland, Germany, and the Soviet Union, 1940-1941: The Petsamo Dispute (University of Wisconsin Press, 1968)
- Kirby, D. G. (1979). Finland in the Twentieth Century: A History and an Interpretation. C. Hurst & Co. ISBN 0-905838-15-7.
- Lunde, Henrik O. Finland's War of Choice: The Troubled German-Finnish Alliance in World War II (2011)
- Nenye, Vesa et al. Finland at War: The Winter War 1939–40 (2015) excerpt
- Nenye, Vesa et al. Finland at War: The Continuation and Lapland Wars 1941–45 (2016) excerpt
- Nordling, Carl O. "Stalin's insistent endeavors at conquering Finland." Journal of Slavic Military Studies (2003) 16#1 pp: 137–157.
- Sander, Gordon F. The Hundred Day Winter War: Finland's Gallant Stand against the Soviet Army. (2013) online review
- Vehviläinen, Olli (2002). Finland in the Second World War. Palgrave-Macmillan.
- Westerlund, Lars, ред. (2008). Sotavangit ja internoidut : Kansallisarkiston artikkelikirja [Військовополонені та інтерновані: книжка статей від Національного архіву] (PDF) (англ.) (фін.) (норв.). Helsinki: Kansallisarkisto. с. 568. ISBN 9789515331397. Архів оригіналу (PDF) за 15 серпня 2014. Процитовано 25 жовтня 2016.
- Zeiler, Thomas W.; DuBois, Daniel M., ред. (2013). A Companion to World War II. Wiley-Blackwell. ISBN 978-1405196819.

### Історіографія і спогади
- Forster, Kent.  "Finland's Foreign Policy 1940–1941: An Ongoing Historiographic Controversy," Scandinavian Studies (1979) 51#2 pp 109–123 online
- Kivimäki, Ville. "Between defeat and victory: Finnish memory culture of the Second World War." Scandinavian Journal of History 37.4 (2012): 482–504.
- Kivimäki, Ville. "Introduction Three Wars and Their Epitaphs: The Finnish History and Scholarship of World War II." in Finland in World War II (Brill, 2012) pp. 1–46 online.
- Kinnunen, Tiina; Kivimäki, Ville (2011). Finland in World War II: History, Memory, Interpretations.